# Ферджан
Ферджан (азерб. Fərcan) — село в Губадлинском районе Азербайджана.

## История
В результате Первой карабахской войны в 1993 году село перешло под контроль армянских вооружённых сил. В ходе 44-дневной Второй карабахской войны (27 сентября - 8 ноября 2020 года) село было освобождено от длительной армянской оккупации Вооружёнными силами Азербайджанской Республики.
В прошлом село называли Саралли Фараджан. Это связано с тем, что в селе устраивало зимовку племя саралли.

## Топонимика
Топоним назван так потому, что поселение было основано семьями, принадлежащими к династии Фараджан.

## География
Село Фарджан расположено в предгорьях, в 25 км к югу от райцентра Губадлы.